# Xiphiorhynchus
Xiphiorhynchus ist eine ausgestorbene, aber langlebige Fischgattung aus der Familie der Schwertfische (Xiphiidae). Alles, was über Xiphiorhynchus bekannt ist, basiert auf fragmentierten und schlecht erhaltenen Fossilien. Von den neun bisher beschriebenen Arten sind sechs nur durch ihren Holotyp bekannt, fünf nur durch ein einzelnes Fragment eines Rostrum und eine nur durch einige Wirbel. Zwei Holotypen sind inzwischen wieder verloren gegangen (X. homalorhamphus und X. hungaricus). Nur von X. priscus ist ein Schädel bekannt.

## Merkmale
Xiphiorhynchus hatte ein schwertartiges Oberkieferrostrum, das im Querschnitt rund bis oval und an seiner Unterseite mit bürstenförmigen Zähnen besetzt war. Innerhalb des Rostrums fanden sich zwei Paar von Längskanälen, von denen das obere näher zur Mittellinie des Rostrums lag als das untere Paar. Der Unterkiefer ist kräftig und gleich lang oder kürzer als das Oberkieferrostrum.

## Lebensweise
Wahrscheinlich war Xiphiorhynchus ein Raubfisch, der die küstennahen Regionen tropischer Meere bewohnte. Einige Exemplare von X. priscus und der Holotyp von X. kimblalocki wurden allerdings in Hochseeablagerungen aufgefunden.

## Arten
Bisher wurden neun Arten beschrieben. Außerdem ist noch eine zehnte, bisher unbeschriebene Art bekannt (X. cf. eocaenicus (Woodward, 1901), USA).
- X. aegypticus (Weiler, 1929), Ägypten
- X. elegans (van Beneden, 1871)
- X. eocaenicus (Woodward, 1901), England
- X. priscus (Agassiz, 1844), USA
- X. homalorhamphus (Cope, 1869)
- X. kimblalocki (Fierstine & Applegate, 1974), USA
- X. rupeliensis (Leriche, 1909), Belgien
- X. hungaricus (Weiler, 1943), Ungarn
- X. rotundus (Woodward, 1901), USA

## Systematik
Xiphiorhynchus ist mit dem rezenten Schwertfisch nah verwandt und wird innerhalb der Familie Xiphiidae der monogenerischen Unterfamilie Xiphiorhynchinae zugeordnet.